# 演圣镇
演圣镇，是中华人民共和国四川省广元市剑阁县下辖的一个乡镇级行政单位。

## 行政区划
演圣镇下辖以下地区：
平坝社区、寅圣村、亭坝村、金刚村、天马村、大坪村、中子村、梁垭村、切山村、龙滩村和天井村。